# Marktzins
Der Marktzins (englisch market interest rate) ist im Finanzwesen die allgemeine Bezeichnung für den Zinssatz auf einem Finanzmarkt. Da der Zinssatz allgemein als Preis gilt, ist der Marktzins der Preis auf einem Finanzmarkt. Die Höhe des Marktzinses hängt von Laufzeit, Marktbreite, Marktliquidität und Währung eines Finanzprodukts und der im Rating zum Ausdruck kommenden Bonität des Emittenten ab, im Marktzins ist also stets eine Risikoprämie eingepreist. Zudem spielen die Zinserwartungen der Marktteilnehmer im Hinblick auf die Marktentwicklung des Marktzinses eine Rolle. Aufgrund seines objektiven Zustandekommens durch die Gesetze des Marktmechanismus dient er auch außerhalb der Finanzwirtschaft bei Nichtbanken als Bezugswert oder Referenzzinssatz.

## Arten
Die Märkte, auf denen Zinsen in Erscheinung treten, sind primär Märkte für Geld, Kapital und Kredit und sekundär für Waren (Commodities), mit deren Handel finanzwirtschaftliche Transaktionen verbunden sind. Der Zins stellt hier einen auf die Laufzeit abgestellten Preis für die Nutzung von Geld, Kredit oder Kapital (oder Waren beim Warenkredit) dar.
Zu den Finanzmärkten gehört der Geld-, Kapital- und der Kreditmarkt, entsprechend gibt es Geldmarktzinsen, Kapitalmarktzinsen und Kreditzinsen bei den verschiedenen zinstragenden Finanzinstrumenten. Deshalb existiert kein einheitlicher Marktzins, weil das Zinsniveau auf diesen Marktsegmenten im Regelfall unterschiedlich ist.
Auf den einzelnen Teilmärkten tragen die Marktzinsen folgende Bezeichnungen:
| Teilmarkt    | Angebot        | Nachfrage        | Marktzins        |
| ------------ | -------------- | ---------------- | ---------------- |
| Devisenmarkt | Devisenangebot | Devisennachfrage | Swapsatz         |
| Geldmarkt    | Geldangebot    | Geldnachfrage    | Geldmarktzins    |
| Kapitalmarkt | Kapitalangebot | Kapitalnachfrage | Kapitalmarktzins |
| Kreditmarkt  | Kreditangebot  | Kreditnachfrage  | Kreditzins       |

Die Marktzinsen auf den einzelnen Teilmärkten unterscheiden sich teilweise erheblich voneinander, weshalb von einer Zinsstruktur gesprochen wird. Auch die Zinssätze innerhalb eines bestimmten Teilmarktes sind nicht einheitlich. So hängt beispielsweise die Höhe des Kapitalmarktzinses von der Art des Finanzierungstitels (Aktien haben eine Aktienrendite, Anleihen eine Umlaufrendite), seiner Laufzeit und der Bonität (Rating) seines Emittenten ab. Das gilt sinngemäß für alle Teilmärkte.
Auf dem Geldmarkt bestehen als Marktzins die Zinssätze für den Tages- und Termingeldhandel oder für Geldmarktpapiere. Als wichtige Geldmarktzinsen gelten:
- €STER (Euro Short-Term Rate), vormals EONIA (Euro Over Night Index Average): Marktzins für Tagesgeld.
- EURIBOR (European Interbank Offered Rate): Marktzins für kurzfristige Gelder am Terminmarkt bis zu 12 Monaten Laufzeit.
- LIBOR (London Interbank Offered Rate): Marktzins für kurzfristige Gelder bis zu 12 Monaten Laufzeit.
- Singapore Interbank Offered Rate (SIBOR) in Singapur, CHIBOR (Volksrepublik China), TIBOR (Tokio): wie LIBOR.

Insbesondere auf den Geldmärkten ist der Marktzins abhängig vom Leitzins der jeweiligen Zentralbank, im Eurosystem vom Hauptrefinanzierungsinstrument.
Der Kapitalmarkt kennt als Marktzins die Dividendenrendite (Aktien) und bei Anleihen die Emissionsrendite (Primärmarkt) oder die Umlaufrendite (Sekundärmarkt).
Geld- und Kapitalmarktzinsen weisen außer der Höhe des Zinsniveaus auch weitere Unterschiede auf. Eine Untersuchung der deutschen Geldmarktzinsen im Zeitraum zwischen Januar 1996 und Januar 2006 zeigte fast jede Woche eine Marktzinsänderung, wobei die Häufigkeit der Änderungen mit zunehmender Zinsbindung zunahm. Die Zinszyklen bei Kapitalmarktzinsen hingegen zeigten sich im Vergleich zu den Geldmarktzinsen im selben Zeitraum als weniger stark ausgeprägt. Während die Marktzinsänderungsdauer auf dem Geldmarkt laufzeitabhängigen Schwankungen unterworfen war, konnte auf dem Kapitalmarkt kein Zusammenhang zwischen Zinsbindung und Anpassungshäufigkeit festgestellt werden.

## Volkswirtschaftslehre
Der schwedische Ökonom Knut Wicksell unterschied 1898 zwischen dem „natürlichen Zins“ und dem Marktzins („Geldzins“). Für ihn war der „natürliche Zins“ ein Zins, bei dem gerade so viel gespart wird wie Kapitalbedarf für Investitionen vorhanden ist. Der Marktzins ergab sich aus dem Geschäftsgebaren der Kreditinstitute und war ein Ungleichgewichtszins. Beide Zinsarten stimmten überein, wenn die Banken bei ihrem Geschäftsgebaren von ihrer Geldschöpfungsmöglichkeit keinen Gebrauch machten, so dass es keine Auswirkungen auf das Preisniveau der Güterpreise gebe.
Die Vorstellungen von John Maynard Keynes ähnelten sehr Wicksells Thesen. In seinem 1930 erschienenen Buch „A Treatise on Money“ versteht Keynes unter Marktzins den Zusammenhang zwischen langfristigem Anleihezins und kurzfristigem Bankzins. Die Trägheit des Marktzinses ist nach Keynes auf die Unvollkommenheiten des Kreditmarktes zurückzuführen. Später verwendete Keynes den Marktzins in seinem Buch Allgemeine Theorie der Beschäftigung, des Zinses und des Geldes vom Februar 1936, um nachzuweisen, wann sich eine Investition noch lohnt. Wenn die Grenzleistungsfähigkeit des eingesetzten Kapitals größer als der Marktzins ist, werden sich die Unternehmer für Investitionen entscheiden und umgekehrt. Der tatsächliche Investitionsumfang wird demnach ausgedehnt, bis „es keine Klasse von Kapitalgütern mehr gibt, deren Grenzleistungsfähigkeit den aktuellen Zinssatz übersteigt“.
Liegt ein optimaler Kapitalbestand vor, entspricht die Grenzleistungsfähigkeit des eingesetzten Kapitals {\displaystyle i_{r}} in einer Verhaltensgleichung dem Marktzins {\displaystyle i}:
{\displaystyle i=i_{r}}.
Bei einem Kapitalbestand unterhalb des Optimums ist die Grenzleistungsfähigkeit des eingesetzten Kapitals höher als der Marktzins und umgekehrt, es kommt solange zu Investitionen, bis die Grenzleistungsfähigkeit des Kapitals mit dem Marktzins übereinstimmt.

## Rechtsfragen
Die Rechtsprechung entwickelte zum Zwecke des Verbraucherschutzes zunächst Kriterien, um übermäßigen Zinsforderungen von Kreditinstituten in Kreditverträgen Einhalt zu gebieten. Die Obergrenze sollte der Zinswucher, eine Unterart des Wuchers, sein. Liegt der Tatbestand des Zinswuchers vor, so sind die betroffenen Kreditverträge nichtig mit der Folge, dass auch die übermäßigen Zinsforderungen nicht gelten. Im Jahre 1966 begann der Bundesgerichtshof (BGH) damit, den Tatbestand des Zinswuchers anzuwenden. Er hielt das Kriterium des Wuchers bei kleineren Geschäftskrediten mit einem Jahreszins von 114,3 % und 130,9 % für erfüllt. Benutzte er hier noch absolute Zinshöhen, so begann er im Juli 1982 bei Ratenkreditverträgen mit einem Vergleich zwischen Vertragszins und Marktzins. Wucher liegt demnach vor, wenn der effektive Vertragszins den Marktzins relativ um 97 % überschreitet, also ungefähr die doppelte Zinshöhe erreicht. Der BGH zieht jedoch eine berechtigte Grenze. Danach handelt es sich nicht um Zinswucher, wenn ein ungewöhnlich hohes Kreditrisiko für die vereinbarte Zinshöhe spricht.
Das Gesetz erwähnt den Marktzins als Rechtsbegriff etwa bei der Bewertung der Rückstellungen in § 253 Abs. 2 Satz 2 HGB, wonach diese Bilanzposition mit einer Restlaufzeit von mehr als einem Jahr mit dem entsprechenden durchschnittlichen Marktzins abzuzinsen ist. Für Pensionsrückstellungen und ähnliche langfristige Rückstellungen ist ein durchschnittlicher Marktzins mit einer Restlaufzeit von 15 Jahren zugrunde zu legen.
Auch Bausparkassen müssen sich gemäß § 2 Bausparkassenverordnung einem Stresstest unterziehen, wobei ein Basisszenario insbesondere die von der Bausparkasse erwartete Entwicklung der Ertrags- und Liquiditätslage unter Berücksichtigung des erwarteten Marktzinsniveaus über einen bestimmten Zeitraum darstellt.

## Wirtschaftliche Aspekte
Der Marktzins ist auf effizienten Finanzmärkten höher als der risikofreie Zinssatz, denn beim Marktzins wird als Aufschlag eine Risikoprämie berechnet, die zusätzlich neben dem risikofreien Zinssatz von Marktteilnehmern bezahlt werden muss. Der Marktzinssatz {\displaystyle i_{M}} ergibt sich aus dem risikolosen Zinssatz {\displaystyle i} und der Risikoprämie {\displaystyle x} (auch Spread genannt):
{\displaystyle i_{M}=i+x}.
Der Marktzins ist mit dem risikofreien Zinssatz bei langfristiger Laufzeit nur im Falle von mit einem Triple A-Rating versehenen Staatsanleihen und bei kurzfristiger Laufzeit mit dem Interbankenzins für unbesicherte Interbankgeschäfte (etwa LIBOR) identisch. Die englischsprachige Fachliteratur nennt allgemein die 3-Monats-Treasury Bills der US-Regierung, da diese durch die kurze Laufzeit kaum durch Inflation oder Zinsänderungen verändert wird.
Der Marktzins ist als Referenzzinssatz im Kreditgeschäft der Kreditinstitute Bestandteil in Kreditverträgen aller Art (Dispositionskredite, Konsumkredite, Lombardkredite, Kontokorrentkredite, Investitionskredite, Immobilienfinanzierungen), auch im internationalen Kreditverkehr (Fazilitäten/Kreditlinien, Stand-by-Kredite, Roll-over-Kredite, Revolving Credit Facility). In Kreditverträgen ist der Marktzins (Kreditzins) näher zu definieren, insbesondere ob er als Festzins oder variabler Zins gelten soll, wie lange er als vereinbart gilt (Zinsbindungsfrist, Zinsgleitklausel) und welche Kreditmarge einem Referenzzinssatz zugeschlagen wird. Das gilt auch für alle Anleihen. Im Passivgeschäft bestimmt der Marktzins (Habenzins) die Preise für zinsorientierte Finanzprodukte (Sichteinlagen, Termingelder, Spareinlagen oder Sparbriefe). Hier gelten die gleichen Transparenzvorschriften wie im Kreditgeschäft. Bei Investitionen ist der Marktzins für Unternehmer die Vergleichsgröße bei der Ermittlung der Grenzleistungsfähigkeit des eingesetzten Kapitals.
Häufig wird der Begriff Marktzins auch für den Vergleichswert des „marktüblichen Zinses“ verwendet. Hierunter versteht der Bundesfinanzhof (BFH) einen Zinssatz für vergleichbare Darlehen, den Banken ihren Kunden im fraglichen Zeitraum gewährten, wofür er deshalb die Zinsstatistik der Bundesbank zu Rate zieht. Veröffentlichungen verschiedener Marktzinsen gibt es beim Basiszinssatz oder bei den seit Januar 2003 einheitlich in allen EU-Mitgliedstaaten erhobenen MFI-Zinsstatistiken der Bundesbank und EZB. Diese weisen Durchschnittszinssätze aus, die sich aus den von Kreditinstituten im Kreditgeschäft angewandten Zinssätzen ergeben. Die Zinssätze werden als volumengewichtete Durchschnittssätze über alle im Laufe des Berichtsmonats abgeschlossenen Neuvereinbarungen für Einlagen und Kredite berechnet.